# Тюркин, Михаил Леонидович
Тюркин Михаил Леонидович — президент Продюсерского центра Динамо. Бывший начальник департамента информационных технологий МВД РФ. Ранее — первый заместитель директора Федеральной миграционной службы (ФМС) РФ, глава управления правового обеспечения ФМС. Доктор юридических наук, профессор, генерал-лейтенант внутренней службы. Заслуженный юрист Российской Федерации (2007).

## Ранние годы и образование
Родился 30 сентября 1967 года в Иркутске. В 1984 году после окончания Калининского (ныне Тверского) суворовского военного училища поступил в Московское высшее общевойсковое командное училище имени Верховного Совета РСФСР. С августа 1988 по июль 1992 года проходил военную службу на офицерских должностях в Вооруженных силах.
В 1992 году поступил на юридический факультет Военного университета. Окончив его в 1995 году, продолжил службу на кафедре Конституционного и международного права.
В марте 1999 года назначен заместителем начальника той же кафедры. В 2000 году защитил кандидатскую диссертацию по теме «Полномочия Правительства Российской Федерации в области обороны».

### Научная деятельность
В 2004 году защитил докторскую диссертацию по теме: «Миграционная система России: концептуальные организационно-правовые основы».
В июне 2005 года Тюркину присвоено учёное звание профессора. Имеет более 157 публикаций.

## Трудовая деятельность

### МВД России
С 2000 по 2002 гг. работал в Управлении по чрезвычайным ситуациям Главного организационно-инспекторского управления МВД России.
С апреля 2002 года — в должности начальника Управления правового обеспечения и международного сотрудничества ФМС МВД России. В августе 2002 года назначен заместителем начальника Федеральной миграционной службы МВД России.
Указом Президента Российской Федерации в сентябре 2004 года назначен заместителем директора Федеральной миграционной службы, а в июле 2008 года — первым заместителем директора ФМС России.
Входил в состав Правительственных комиссий по миграционной политике, по федеральной связи и технологическим вопросам информатизации, по внедрению информационных технологий в деятельность государственных органов и органов местного самоуправления. Являлся председателем Совместной комиссии государств-участников Соглашения о сотрудничестве государств-участников Содружества Независимых Государств в борьбе с незаконной миграцией от 6 марта 1998 года.
В январе 2011 года Указом Президента Российской Федерации назначен на должность начальника Департамента информационных технологий, связи и защиты информации МВД России, а в июле того же года в рамках реформы МВД России назначен на ту же должность с присвоением звания генерал-лейтенанта внутренней службы.
Под его руководством были созданы: государственная система изготовления, оформления и контроля паспортно-визовых документов нового поколения; государственная информационная система миграционного учета (ГИСМУ). Система используется для оформления более 15 видов документов, в том числе российского паспорта, миграционной карты, разрешений на работу и т. д., и содержит базу данных в более чем 1 млрд документов. С использованием ГИСМУ заинтересованные ведомства могут получить полное досье на каждого гражданина в режиме реального времени, что упростило процесс оказания государственных услуг населению.
В 2011 году подготовил основу для формирования единой системы информационно-аналитического обеспечения деятельности МВД России, создание которой продолжается в настоящее время. Система позволяет автоматизировать учёты МВД России и предоставляет возможность доступа к ним сотрудников правоохранительных органов и других заинтересованных министерств и ведомств в режиме реального времени.
Организовал перевод порядка 48 государственных услуг, оказываемых МВД России, в электронный вид и подключение органов внутренних дел к системе межведомственного электронного взаимодействия.
В 2012 году после коррупционного скандала был уволен из МВД и лишился генеральского звания.

### Клуб Динамо
С 2009 года являлся президентом хоккейного клуба МВД, а с 2010 по 2012 год был президентом Объединенного хоккейного клуба Динамо (Москва).
С апреля 2010 по январь 2012 года входил в состав совета директоров Континентальной хоккейной лиги.
С 2012 по 2016 гг. — Вице-президент хоккейного Динамо (Москва).
В 2012 и 2013 гг. становился обладателем кубка Гагарина.
В 2010 и 2012 годах награжден призом им. Валентина Сыча — как лучший руководитель хоккейного клуба Континентальной хоккейной лиги.
С мая 2014 года по сентябрь 2016 года работал в должности заместителя Председателя Общества Динамо.
За время работы в Обществе Динамо отвечал за взаимодействие с федеральными органами государственной власти, органами государственной власти субъектов Российской Федерации, органами местного самоуправления, организациями и гражданами; за реализацию единой информационной платформы Динамо, организацию разработки информационных продуктов, направленных на популяризацию деятельности Динамо, информационного обеспечения протокольных, спортивных, физкультурно-массовых и культурно-воспитательных мероприятий.
С 18 июля 2019 год являлся Помощником Заместителя Председателя Правительства Российской Федерации О. Ю. Голодец, с 3 февраля 2020 по 11 февраля 2021 —Помощник Заместителя Председателя Правительства Российской Федерации Д. Н. Чернышенко. В сферу деятельности входили вопросы спорта, культуры, туризма и информационных технологий.
С февраля по июль 2021 года являлся Советником Министра цифрового развития, связи и массовых коммуникаций Российской Федерации.
С августа 2021 года по апрель 2022 года — Генеральный директор АНО Хоккейный клуб Динамо-Москва.
В 2009 и 2011 годах в качестве капитана сборной команды полицейских принимал участие в XIII и XVI Всемирных играх среди полицейских и пожарных, которые проводятся среди офицеров полиции и сотрудников правоохранительных органов иностранных государств, завоевал золотые медали.

### Продюсерский центр Динамо
В 2014 году Михаил Леонидович Тюркин создал Продюсерский центр Динамо в целях популяризации динамовского движения и сохранения памяти о спортсменах России.
В этом же году при Продюсерском центре Динамо был создан детско-юношеский ансамбль «Динамичные ребята», целью которого является творческое развитие детей и молодежи; выявление их индивидуально-творческих способностей, обучение их вокальному и танцевальному искусству, пропаганда здорового образа жизни, творческой самореализации и полноценного досуга.
С 2016 по 2019 гг. являлся Генеральным директором Продюсерского центра Динамо.
С апреля 2022 года по настоящее время — Президент АНО Продюсерский центр Динамо. Является автором идеи и руководителем проекта «Легенды и судьбы», направленного на популяризацию великих спортсменов и тренеров, а также режиссером фильмов. На сегодняшний день в рамках проекта создано 28 документальных фильмов и выпущено 15 книг.

## Награды
- Орден «За заслуги в культуре и искусстве» (2 мая 2024 года) — за большой вклад в развитие отечественной культуры и искусства, многолетнюю плодотворную деятельность[33].
- Орден Почёта (2009 год).
- Орден Дружбы (2010 год)[34].
- Медаль ордена «За заслуги перед Отечеством» II степени (2006)[4].
- Заслуженный юрист Российской Федерации (2007 год).
- Имеет более 80 ведомственных наград.

## Основные труды

### Фильмы
1. Документальный фильм «Вековой футбол», 2023 г.
2. Документальный фильм «Школа чемпионов», 2022 г.
3. Документальный фильм «Король ринга. Николай Королёв», 2022 г.
4. Документальный фильм «Мы динамичные», 2022 г.
5. Документальный фильм «Легенды будущего», 2022 г.
6. Документальный фильм «Четыре мушкетера», 2021 г.
7. Документальный фильм «Стадион», 2021 г.
8. Документальный фильм «Матч длиною в 75 лет», 2021 г.
9. Документальный фильм «Владимир Крикунов. Мужик», 2021 г.
10. Документальный фильм «Любить Билла», 2021 г.
11. Документальный фильм «Любовь под грифом „секретно“», 2021 г.
12. Документальный фильм «Глубокая разведка», 2021 г.
13. Документальный фильм «Золотой дубль», 2020 г.
14. Документальный фильм «Защита Валерия Васильева», 2020 г.
15. Документальный фильм «Человек за кадром», 2020 г.
16. Документальный фильм «Один за пятерых», 2020 г.
17. Документальный фильм «80 лет одного дня», 2020 г.
18. Документальный фильм «Светлана Ромашина. На волне мечты», 2020 г.
19. Документальный фильм «Игорь Численко. Удар Форварда», 2020 г.
20. Документальный фильм «Виктор Царев. Капитан великой команды», 2020 г.
21. Документальный фильм «Светлана Журова. Бег к победе», 2020 г.
22. Документальный фильм «Конек Чайковской», 2019 г.
23. Документальный фильм «С мячом в Британию», 2019 г.
24. Документальный фильм «Лев Яшин — номер один», 2018 г.
25. Документальный фильм «Секреты доктора Конова», 2017 г.
26. Документальный фильм «Владимир Юрзинов. Хоккей от первого лица», 2016 г.
27. Документальным фильм «Владимир Юрзинов. Большой хоккей (12 серий)», 2016 г.
28. Документальный фильм «Повесть о настоящем тренере», 2016 г.

### Книги
1. Двухтомник «Матч длиною в 75 лет», 2022 г.
2. Книга «Валерий Попенченко. Первый во всем», 2022 г.
3. Книга «Бермудский треугольник Игоря Численко», 2021 г.
4. Книга «Тренер чемпионов Гавриил Качалин», 2021 г.
5. Книга-альбом «Зал славы Отечественного хоккея», 2021 г.
6. Книга «Академик футбола Михаил Якушин», 2021 г.
7. Книга «Футбольный режиссер Константин Бесков», 2020 г.
8. Книга «С мячом в Британию», 2020 г.
9. Книга «Непревзойденный Лев Яшин», 2018 г.
10. Книга «Хоккейная жизнь Станислава Петухова», 2018 г.
11. Книга «Орбита Юрзинова», 2017 г.
12. Книга «Рыцарь Хоккея Валерий Васильев», 2017 г.
13. Книга «Эпоха Аркадия Чернышева», 2016 г.
14. Книга «Аркадий Чернышев серия ЖЗЛ», 2016 г.
15. Книга «Хоккей Виталия Давыдова», 2015 г.

## Личная жизнь
Женат. Имеет троих детей.